# Dianne Feinstein
Dianne Emiel Goldman Berman Feinstein, geboren als Dianne Emiel Goldman (San Francisco, 22 juni 1933 – Washington D.C., 29 september 2023) was een Amerikaans politica van de Democratische Partij. Ze was senator voor Californië van 1992 tot 2023 en daarmee de eerste vrouwelijke senator voor deze staat, ze was eerder burgemeester van San Francisco van 1978 tot 1988.

## Levensloop
Feinstein werd geboren als dochter van een voormalig model en een arts die landelijke bekendheid genoot. Haar ouders waren van Joodse afkomst. Ze behaalde haar Bachelor of Arts in 1955 aan de Stanford-universiteit.
In 1956 trouwde ze met Jack Berman. Drie jaar later scheidde het echtpaar. Samen kregen ze een dochter. In 1962 trouwde ze opnieuw, met Bertram Feinstein, die in 1978 aan kanker overleed. In 1980 trouwde ze met Richard. C. Blum, een bankier. Feinstein was een van de rijkste senatoren. In 2006 lag haar geschatte vermogen tussen de 43 en 98 miljoen dollar. In 2023 bedroeg haar geschatte vermogen 220 miljoen dollar.
Feinstein overleed op 90-jarige leeftijd.

## Politieke carrière

### Burgemeester van San Francisco
Voordat Feinstein zich op de politiek wierp hield zij zich bezig in verschillende adviescomités van de staat Californië. Van 1969 tot 1978 had zij zitting in de San Francisco Board of Supervisors. De laatste jaren als voorzitter. In 1971 en 1975 wierp ze zich in de strijd voor het burgemeesterschap van San Francisco, maar werd beide keren niet gekozen, al kwam ze in 1975 slechts één procent tekort.
Op 27 november 1978 werden George Moscone, burgemeester van San Francisco, en zijn tweede man, Harvey Milk, vermoord door Dan White, een collega-politicus. Als hoofd van het San Francisco Board of Supervisors schoof Feinstein automatisch door naar de post van burgemeester. Ze diende de termijn van haar voorganger uit en werd op eigen kracht herkozen in 1979 en 1983. In 1984 werd de Democratische Nationale Conventie in San Francisco gehouden. De naam van Feinstein ging rond als running mate van Walter Mondale, de Democratische presidentskandidaat, maar uiteindelijk koos deze voor Geraldine Ferraro.
In 1984 stelde Feinstein een verbod op handwapens in voor San Francisco. Op initiatief van de White Panther Party werd er een recall georganiseerd. Deze werd gewonnen door Feinstein en zij kon haar tweede termijn uitdienen.
In 1985 onthulde Feinstein op een persconferentie details over de jacht op de seriemoordenaar Richard Ramirez. Dit leidde tot woede van de betrokken rechercheurs, omdat het om actuele feiten ging. Ramirez vluchtte uit de omgeving van San Francisco en pleegde nog een moord voordat hij in de buurt van Los Angeles kon worden gearresteerd.
In 1990 verloor Feinstein de verkiezing voor het gouverneurschap van Californië. Ze kreeg een boete van bijna tweehonderdduizend dollar, omdat ze een gedeelte van haar inkomsten en uitgaven bij de campagne niet goed verantwoord had.

### Senator
In 1992 werd Feinstein gekozen als senator bij een speciale verkiezing, die werd gehouden omdat de zittende senator in 1990 was gekozen als gouverneur. Feinstein heeft zitting (gehad) in een groot aantal commissies. Van 2007 tot 2009 was ze voorzitter van de Senate Rules Committee. Van 2009 tot 2015 was ze voorzitter van de Senate Narcotics Caucus. Van 2015 tot 2017 was ze vicevoorzitter van de Senate Intelligence Committee en sinds 2017 is ze lid van de Senate Judiciary Committee.
Feinstein steunde in 2002 de resolutie voor de oorlog in Irak, maar verklaarde later misleid te zijn door president George W. Bush. In februari 2007 riep zij de Republikeinen op om na te denken over maatregelen om de troepen in Irak niet uit te breiden.
De senator was een van de supporters van de USA PATRIOT Act, een wet met als doel meer mogelijkheden te geven aan de Amerikaanse overheid om informatie te vergaren over en op te treden in geval van mogelijk terrorisme. Het was een directe reactie op de aanslagen van 11 september 2001, en was een middel in de Amerikaanse oorlog tegen het terrorisme.
Veelgehoorde kritiek op Feinstein was dat ze geen "echte" Democraat zou zijn, omdat ze een aantal afwijkende standpunten innam. Ze was een voorstander van de doodstraf. In 2006 was zij de warmste pleitbezorger van een amendement – dat het niet haalde – op de grondwet om het verbranden van de Amerikaanse vlag strafbaar te stellen. Ze stemde tegen de Noord-Amerikaanse Vrijhandelsovereenkomst, maar voor het Dominicaanse Republiek-Centraal-Amerika Vrijhandelsovereenkomst. 
Ze stemde tegen de Defense of Marriage Act (hoewel ze persoonlijk gelooft dat het huwelijk is tussen man en vrouw), tegen het schoolgebed en welvaartshervormingen.
Feinstein was een fel tegenstander van de wapenrechtenorganisaties, die vinden dat wapencontrole in gaat tegen de grondwet en Feinstein ervan beschuldigen hypocriet te zijn, omdat ze een wapenvergunning had tijdens haar tijd als burgemeester van San Francisco. In 1993 leidde ze samen met Charles Schumer, toenmalig lid van het Huis van Afgevaardigden, de strijd om semiautomatische wapens te verbieden. Dit leidde in 1994 tot de Violent Crime Control and Law Enforcement Act, die in 2004 afliep.
Hollywood kon op de steun van Feinstein rekenen bij haar strijd om op te komen voor de bescherming van intellectueel eigendom. In 2006 kwam mede op haar initiatief wetgeving tot stand die ervoor zorgde dat satelliet-, kabel- en internetuitzenders betaalden voor het gebruik van digitale muziek.

#### Coronavirus
In maart 2020 werd ze beschuldigd van verkoop van aandelen met voorkennis tijdens de coronapandemie. Ook drie andere senatoren werden beschuldigd: Republikein Richard Burr uit North Carolina, Republikein James Inhofe uit Oklahoma en Republikein Kelly Loeffler uit Georgia.
Alabama: Tuberville (R) · Britt (R)
Alaska: Murkowski (R) · Sullivan (R)
Arizona: Kelly (D) · Gallego (D)
Arkansas: Boozman (R) · Cotton (R)
Californië: Padilla (D) · Schiff (D)
Colorado: Bennet (D) · Hickenlooper (D)
Connecticut: Blumenthal (D) · Murphy (D)
Delaware: Coons (D) · Blunt Rochester (D)
Florida: R. Scott (R) · Moody (R)
Georgia: Ossoff (D) · Warnock (D)
Hawaï: Schatz (D) · Hirono (D)
Idaho: Crapo (R) · Risch (R)
Illinois: Durbin (D) · Duckworth (D)
Indiana: Young (R) · Banks (R)
Iowa: Grassley (R) · Ernst (R)
Kansas: Moran (R) · Marshall (R)
Kentucky: McConnell (R) · Paul (R)
Louisiana: Cassidy (R) · Kennedy (R)
Maine: Collins (R) · King (O)
Maryland: Van Hollen (D) · Alsobrooks (D)
Massachusetts: Warren (D) · Markey (D)
Michigan: Peters (D) · Slotkin (D)
Minnesota: Klobuchar (D) · Smith (D)
Mississippi: Wicker (R) · Hyde-Smith (R)
Missouri: Hawley (R) · Schmitt (R)
Montana: Daines (R) · Sheehy (R)
Nebraska: Fischer (R) · Ricketts (R)
Nevada: Cortez Masto (D) · Rosen (D)
New Hampshire: Shaheen (D) · Hassan (D)
New Jersey: Booker (D) · Kim (D)
New Mexico: Heinrich (D) · Luján (D)
New York: Schumer (D) · Gillibrand (D)
North Carolina: Tillis (R) · Budd (R)
North Dakota: Hoeven (R) · Cramer (R)
Ohio: Moreno (R) · Husted (R)
Oklahoma: Lankford (R) · Mullin (R)
Oregon: Wyden (D) · Merkley (D)
Pennsylvania: Fetterman (D) · McCormick (R)
Rhode Island: Reed (D) · Whitehouse (D)
South Carolina: Graham (R) · T. Scott (R)
South Dakota: Thune (R) · Rounds (R)
Tennessee: Blackburn (R) · Hagerty (R)
Texas: Cornyn (R) · Cruz (R)
Utah: Lee (R) · Curtis (R)
Vermont: Sanders (O) · Welch (D)
Virginia: Warner (D) · Kaine (D)
Washington: Murray (D) · Cantwell (D)
West Virginia: Moore Capito (R) · Justice (R)
Wisconsin: Johnson (R) · Baldwin (D)
Wyoming: Barrasso (R) · Lummis (R)
(D): Democraat · (R): Republikein · (O): Onafhankelijk
- Bibliothèque nationale de France: cb16526991b (data)
- Gemeinsame Normdatei: 119077779
- International Standard Name Identifier: 0000 0001 2124 9735
- Library of Congress Control Number: n91064892
- MusicBrainz: 5abd5f63-07c5-44f9-8f5a-fef5c067ad3b
- National Archives and Records Administration: 10570448
- Nationale Bibliotheek van Tsjechië: mzk2005279221
- Nationale Bibliotheek van Israël: 987007271130805171
- Nederlandse Thesaurus van Auteursnamen: 287519899
- SNAC: w6fr0cft
- Système universitaire de documentation: 25111709X
- Biographical Directory of the United States Congress: F000062
- Virtual International Authority File: 26242096
- WorldCat: E39PBJw8T4TKJQrTvcJftmYMfq